# Ted Taylor (hockeista su ghiaccio)
Edward Wray Taylor (Oak Lake, 25 febbraio 1942) è un ex hockeista su ghiaccio canadese che nel corso della carriera ha giocato in National Hockey League e nella World Hockey Association.

## Carriera
Connelly giocò a livello giovanile per tre stagioni nella lega del Manitoba partecipando a due edizioni della Memorial Cup nel 1960 e nel 1962. Nel corso della stagione 1960-61 fu chiamato in Western Hockey League per disputare un incontro con i Vancouver Canucks, suo esordio assoluto fra i professionisti. La sua prima stagione intera al termine della carriera giovanile fu quella 1962-63 nella Eastern Professional Hockey League.
Dal 1962 fino al 1966 Taylor fece parte dell'organizzazione dei New York Rangers, franchigia con cui esordì in National Hockey League disputando otto partite. La maggior parte del tempo fu trascorsa tuttavia nelle formazioni affiliate nelle leghe minori, come i Baltimore Clippers in American Hockey League e i St. Paul Rangers in Central Hockey League.
Nella stagione 1966-67 Taylor giocò in AHL con i Pittsburgh Hornets conquistando la Calder Cup, successo bissato anche l'anno successivo con la maglia dei Rochester Americans, farm team dei Minnesota North Stars, formazione da cui fu scelto in occasione dell'NHL Expansion Draft 1967.
Nel 1968 fece ritorno ai Vancouver Canucks, formazione con cui vinse due titoli consecutivi della WHL prima dell'ingresso della franchigia canadese nella NHL. Taylor rimase con i Canucks per un totale di quattro stagioni fino al 1972, anno in cui accettò di lasciare la NHL per trasferirsi nella neonata World Hockey Association.
Nonostante la scelta all'NHL Expansion Draft 1972 da parte dei New York Islanders Taylor giocò per gli Houston Aeros guidati da Gordie Howe. Con gli Aeros vinse due Avco World Trophy consecutivi per poi ritirarsi nel 1978.

## Palmarès

### Club
- Calder Cup: 2

Pittsburgh: 1966-1967
Rochester: 1967-1968
- Lester Patrick Cup: 2

Vancouver: 1968-1969, 1969-1970
- Avco World Trophy: 2

Houston: 1973-1974, 1974-1975